# Nesopachylus
Nesopachylus is een geslacht van hooiwagens uit de familie Gonyleptidae.
De wetenschappelijke naam Nesopachylus is voor het eerst geldig gepubliceerd door Chamberlin in 1925. 

## Soorten
Nesopachylus omvat de volgende 2 soorten:
- Nesopachylus maculata
- Nesopachylus monoceros